# Club Patí Monjos
El Club Pati Monjos és un club esportiva situat a Santa Margarida i els Monjos. Fundat l'any 1964, la temporada 2010-11 va aconseguir l'ascens a la màxima categoria per primera vegada a la seva història, i en la que només es va mantenir un any.